# Sukahati (Cibinong)
Sukahati is een bestuurslaag in het regentschap Bogor van de provincie West-Java, Indonesië. Sukahati telt 26.103 inwoners (volkstelling 2010).